# Шандор Гуйдар
Шандор Гуйдар (угор. Sándor Gujdár, нар. 8 листопада 1951, Сентеш) — угорський футболіст, що грав на позиції воротаря.
Виступав, зокрема, за клуб «Гонвед», а також національну збірну Угорщини.

## Клубна кар'єра
У дорослому футболі дебютував 1970 року виступами за команду «Сегеді ЕАК», в якій провів чотири сезони.
Своєю грою за цю команду привернув увагу представників тренерського штабу столичного клубу «Гонвед», до складу якого приєднався 1974 року. Відіграв за клуб з Будапешта наступні вісім сезонів своєї ігрової кар'єри. Більшість часу, проведеного у складі «Гонведа», був основним голкіпером команди. За цей час виборов титул чемпіона Угорщини у сезоні 1979/80.
Протягом 1982—1984 років захищав кольори грецького клубу «Аріс», де його професійну кар'єру обірвала важка травма голови. Він відновив гру в 1986 році і провів три роки в Австрії у нижчоліговому клубі «Остбан XI».
Повернувшись до Угорщини, він працював тренером воротарів і обіймав різні інші посади як в «Гонведі», так і в інших командах, 2003 року був недовго головним тренером «Голодаша», а у сезоні 2005/06 був тренером воротарів в «Арісі».

## Виступи за збірну
27 березня 1976 року дебютував в офіційних матчах у складі національної збірної Угорщини в товариському матчі проти Аргентини (2:0).
У складі збірної був учасником чемпіонату світу 1978 року в Аргентині, де зіграв у двох матчах: з Аргентиною (1:2) та Францією (1:3), а команда не подолала груповий етап. 
Загалом протягом кар'єри у національній команді, яка тривала 4 роки, провів у її формі 25 матчів.

## Титули і досягнення
- Чемпіон Угорщини (1):

«Гонвед»: 1979/80
- Чемпіон Європи (U-23): 1974